# Октябрський (Уфимський район)
Октя́брський (рос. Октябрьский, башк. Октябрьский) — село (у минулому селище) у складі Уфимського району Башкортостану, Росія. Адміністративний центр Шемяцької сільської ради.
Населення — 1663 особи (2010; 1412 у 2002).
Національний склад:
- росіяни — 42 %
- татари — 31 %